# Persone di nome Ermanno
| Questa pagina contiene informazioni ricavate automaticamente dalle voci biografiche con l'ausilio del template Bio e di un bot. L'aggiornamento è periodico e automatico e ricostruisce completamente la pagina. Se manca una persona in questa lista, sei pregato di non aggiungerla, ma accertati piuttosto che la sua voce biografica contenga il template Bio e che i dati anagrafici siano correttamente compilati. Se il template Bio manca, inseriscilo tu stesso o, in alternativa, metti l'avviso {{tmp\|Bio}} che ne segnala la mancanza. Se i dati riportati sono sbagliati, correggi direttamente la voce biografica; le modifiche saranno visibili in questa lista entro pochi giorni. Per chiarimenti vedi il progetto antroponimi. La lista contiene solo le 131 persone che sono citate nell'enciclopedia e per le quali è stato implementato correttamente il template Bio. Pagina aggiornata al 22 giu 2025. |

Questa è una lista di persone presenti nell'enciclopedia che hanno il nome Ermanno, suddivise per attività principale.

## Allenatori di calcio(1)
- Ermanno Englaro, allenatore di calcio e calciatore italiano (Trieste, n. 1919 - Grosseto, † 1981)

## Allenatori di pallavolo(1)
- Ermanno Piacentini, allenatore di pallavolo italiano (Porto San Giorgio, n. 1965)

## Alpinisti(1)
- Ermanno Salvaterra, alpinista italiano (Pinzolo, n. 1955 - Campanile Alto, † 2023)

## Antifascisti(1)
- Ermanno Dossetti, antifascista, partigiano e politico italiano (Cavriago, n. 1915 - Reggio Emilia, † 2008)

## Arbitri di calcio(2)
- Ermanno Feliciani, arbitro di calcio italiano (Atri, n. 1991)
- Ermanno Silvano, arbitro di calcio italiano (Garessio, n. 1906 - Sinnai, † 1953)

## Architetti(1)
- Ermanno Cressoni, architetto e designer italiano (Milano, n. 1939 - Milano, † 2005)

## Arcivescovi cattolici(1)
- Ermanno III di Hochstaden, arcivescovo cattolico tedesco († 1099)

## Attori(2)
- Ermanno Randi, attore italiano (Arezzo, n. 1920 - Roma, † 1951)
- Ermanno Roveri, attore italiano (Milano, n. 1903 - Milano, † 1968)

## Biologi(2)
- Ermanno Bronzini, biologo italiano (La Spezia, n. 1914 - Roma, † 2004)
- Ermanno Giglio-Tos, biologo e entomologo italiano (Chiaverano, n. 1865 - Torino, † 1926)

## Calciatori(15)
- Ermanno Alloni, calciatore italiano (Milano, n. 1931 - Milano, † 2007)
- Ermanno Barigozzi, calciatore italiano (Monza, n. 1898)
- Ermanno Beccati, ex calciatore italiano (Cologna, n. 1952)
- Ermanno Bertolotti, calciatore italiano (Pavia, n. 1915)
- Ermanno Cristin, calciatore italiano (San Giorgio di Nogaro, n. 1945 - Palmanova, † 2019)
- Ermanno Frattini, calciatore italiano (Belforte, n. 1916 - Scardovari, † 1960)
- Ermanno Giulini, calciatore italiano (Lodi, n. 1923 - Lodi)
- Ermanno Latella, calciatore e allenatore di calcio italiano (La Spezia, n. 1908 - Sassari, † 1991)
- Ermanno Montanari, calciatore italiano (Cremona, n. 1912 - Rapallo, † 1983)
- Ermanno Palmieri, calciatore italiano (Civitavecchia, n. 1921 - Roma, † 1982)
- Ermanno Poggipollini, calciatore italiano (n. 1912)
- Ermanno Righetto, ex calciatore italiano (Genova, n. 1932)
- Ermanno Scaramuzzi, calciatore italiano (Biella, n. 1927 - Pavia, † 1991)
- Ermanno Tarabbia, calciatore e allenatore di calcio italiano (Suno, n. 1933 - Ferrara, † 2014)
- Ermanno Zonzini, ex calciatore sammarinese (San Marino, n. 1974)

## Ciclisti su strada(3)
- Ermanno Brignoli, ex ciclista su strada italiano (Alzano Lombardo, n. 1969)
- Ermanno Capelli, ex ciclista su strada italiano (Ponte San Pietro, n. 1985)
- Ermanno Vallazza, ciclista su strada italiano (Boca, n. 1899 - Boca, † 1978)

## Compositori(2)
- Ermanno Parazzini, compositore, paroliere e produttore discografico italiano (Milano, n. 1941 - Buccinasco, † 2018)
- Ermanno Wolf-Ferrari, compositore italiano (Venezia, n. 1876 - Venezia, † 1948)

## Doppiatori(1)
- Ermanno Ribaudo, doppiatore e attore italiano (Torino, n. 1953)

## Editori(1)
- Ermanno Loescher, editore tedesco (Lipsia, n. 1831 - Torino, † 1892)

## Esploratori(1)
- Ermanno Stradelli, esploratore, geografo e fotografo italiano (Borgo Val di Taro, n. 1852 - Lebbrosario Umirizal, Manaus, † 1926)

## Fantini(1)
- Ermanno Menichetti, fantino italiano (Manciano, n. 1880 - Milano, † 1922)

## Filosofi(2)
- Ermanno Bencivenga, filosofo e saggista italiano (Reggio Calabria, n. 1950)
- Ermanno di Carinzia, filosofo, astronomo e astrologo dalmata (Istria)

## Generali(3)
- Ermanno di Salza, generale, politico e religioso tedesco (Langensalza - Salerno, † 1239)
- Ermanno Federico di Hohenzollern-Hechingen, generale e nobile tedesco (Hechingen, n. 1665 - Friburgo in Brisgovia, † 1733)
- Ermanno di Hohenzollern-Hechingen, generale e nobile tedesco (Troppau, n. 1777 - Braunsberg, † 1827)

## Giornalisti(5)
- Ermanno Comuzio, giornalista, saggista e critico cinematografico italiano (Bergamo, n. 1923 - Bergamo, † 2012)
- Ermanno Contini, giornalista, critico cinematografico e sceneggiatore italiano (Firenze, n. 1902 - Roma, † 1959)
- Ermanno Corsi, giornalista e scrittore italiano (Carrara, n. 1939 - Napoli, † 2025)
- Ermanno Detti, giornalista, saggista e scrittore italiano (Manciano, n. 1939)
- Ermanno Geymonat, giornalista, regista cinematografico e sceneggiatore italiano (Torre Pellice, n. 1893 - Torre Pellice, † 1925)

## Imprenditori(1)
- Ermanno Mosterts, imprenditore e dirigente d'azienda tedesco (Rees, n. 1840 - Somma Lombardo, † 1922)

## Ingegneri(1)
- Ermanno Bazzocchi, ingegnere, dirigente d'azienda e politico italiano (Tradate, n. 1914 - Tradate, † 2005)

## Insegnanti(1)
- Ermanno Buffa di Perrero, insegnante italiano (Cavour, n. 1908 - † 1982)

## Matematici(1)
- Ermanno Marchionna, matematico italiano (Castel di Sangro, n. 1921 - Milano, † 1993)

## Medici(1)
- Ermanno Leo, medico e chirurgo italiano (Canosa di Puglia, n. 1948)

## Militari(3)
- Ermanno Carlotto, militare italiano (Ceva, n. 1878 - Tientsin, † 1900)
- Ermanno Gindoli, ufficiale e partigiano italiano (Riccò del Golfo di Spezia, n. 1919 - Borghetto di Vara, † 1945)
- Ermanno Rizzacasa, militare italiano (Tripoli, n. 1914 - Rudo, † 1941)

## Monaci cristiani(1)
- Ermanno il Contratto, monaco cristiano, astronomo e storico tedesco (Altshausen, n. 1013 - Isola di Reichenau, † 1054)

## Nobili(32)
- Ermanno II di Lotaringia, nobile tedesco (n. 1049 - Dalhem, † 1085)
- Ermanno di Aversa, nobile normanno (Aversa)
- Ermanno I di Meißen, nobile tedesco (n. 980 - † 1038)
- Ermanno di Sassonia, nobile tedesco (Quedlinburg, † 973)
- Ermanno Augusto di Brandeburgo-Bayreuth, nobile tedesco (Bayreuth, n. 1615 - Hof, † 1651)
- Ermanno I di Baden, nobile tedesco (Friburgo in Brisgovia - Cluny, † 1074)
- Ermanno di Lussemburgo, nobile tedesco (Cochem, † 1088)
- Ermanno I di Svevia, nobile tedesco († 949)
- Ermanno III di Svevia, nobile tedesco († 1012)
- Ermanno II di Spanheim, nobile tedesco († 1181)
- Ermanno I di Ravensberg, nobile tedesco
- Ermanno II di Ravensberg, nobile tedesco († 1221)
- Ermanno I di Winzenburg, nobile tedesco (Vornbach - Segeberg)
- Ermanno di Stahleck, nobile tedesco († 1156)
- Ermanno I di Weimar-Orlamünde, nobile tedesco († 1176)
- Ermanno II di Weimar-Orlamünde, nobile tedesco († 1247)
- Ermanno III di Weimar-Orlamünde, nobile tedesco († 1283)
- Ermanno VI di Weimar-Orlamünde, nobile tedesco († 1372)
- Ermanno IV di Weimar-Orlamünde, nobile tedesco († 1319)
- Ermanno di Spanheim, nobile tedesco († 1118)
- Ermanno III di Baden, nobile tedesco († 1160)
- Ermanno IV di Baden, nobile tedesco (n. 1135 - Antiochia di Siria, † 1190)
- Ermanno V di Baden, nobile tedesco († 1243)
- Ermanno IV di Svevia, nobile tedesco (Napoli, † 1038)
- Ermanno Adolfo di Lippe-Detmold, nobile tedesco (Detmold, n. 1616 - Detmold, † 1666)
- Ermanno II di Svevia, nobile tedesco († 1003)
- Ermanno II di Baden, nobile tedesco († 1130)
- Ermanno Egon di Fürstenberg, nobile tedesco (n. 1627 - Monaco di Baviera, † 1674)
- Ermanno di Hainaut, nobile fiammingo († 1049)
- Ermanno I di Turingia, nobile tedesco (n. 1155 - Gotha, † 1217)
- Ermanno II di Turingia, nobile tedesco (Creuzburg, n. 1222 - Creuzburg, † 1241)
- Ermanno II di Winzenburg, nobile tedesco († 1152)

## Parolieri(1)
- Ermanno Capelli, paroliere italiano (Torino, n. 1942 - Moncalieri, † 2022)

## Partigiani(3)
- Ermanno Gabetta, partigiano e militare italiano (Castelletto di Branduzzo, n. 1912 - Verretto, † 1945)
- Ermanno Gorrieri, partigiano, sindacalista e politico italiano (Magreta, n. 1920 - Modena, † 2004)
- Ermanno Maciocio, partigiano italiano (Lercara Friddi, n. 1923 - Cengio, † 1944)

## Pattinatori di velocità su ghiaccio(1)
- Ermanno Ioriatti, pattinatore di velocità su ghiaccio italiano (Trento, n. 1975)

## Pittori(3)
- Ermanno Pittigliani, pittore, incisore e scultore italiano (San Benedetto Po, n. 1907 - Monza, † 1979)
- Ermanno Stroiffi, pittore e presbitero italiano (Padova, n. 1616 - Venezia, † 1693)
- Ermanno Toschi, pittore italiano (Lugo, n. 1906 - Fiesole, † 1999)

## Poeti(1)
- Ermanno Krumm, poeta e critico d'arte italiano (Golasecca, n. 1942 - Como, † 2005)

## Politici(6)
- Ermanno Amicucci, politico e giornalista italiano (Tagliacozzo, n. 1890 - Roma, † 1955)
- Ermanno Benocci, politico italiano (Sorano, n. 1930 - Sorano, † 2004)
- Ermanno Di Marsciano, politico e criminale italiano (Terni, n. 1899 - Besana in Brianza, † 1984)
- Ermanno Iacobellis, politico e magistrato italiano (Bari, n. 1937)
- Ermanno Lazzarino, politico, partigiano e medico italiano (Novara, n. 1900 - Novara, † 1978)
- Ermanno Vichi, politico e insegnante italiano (Novafeltria, n. 1942 - Rimini, † 2024)

## Principi(5)
- Ermanno di Hohenlohe-Langenburg, principe tedesco (Langenburg, n. 1832 - Langenburg, † 1913)
- Ermanno di Sassonia-Weimar-Eisenach, principe tedesco (Castello di Altenstein, n. 1825 - Berchtesgaden, † 1901)
- Ermanno di Hohenzollern-Hechingen, principe (Lockenhaus, n. 1751 - Hechingen, † 1810)
- Ermanno II di Promnitz, principe (Sorau, n. 1683 - Sorau, † 1745)
- Ermanno di Wied, principe (Neuwied, n. 1814 - Neuwied, † 1864)

## Produttori cinematografici(1)
- Ermanno Donati, produttore cinematografico italiano (Roma, n. 1920 - Londra, † 1979)

## Pugili(1)
- Ermanno Fasoli, ex pugile italiano (Lecco, n. 1943)

## Registi(1)
- Ermanno Olmi, regista, sceneggiatore e produttore cinematografico italiano (Bergamo, n. 1931 - Asiago, † 2018)

## Religiosi(2)
- Ermanno Giuseppe di Colonia, religioso tedesco (Colonia - Hoven, † 1241)
- Ermanno di Tournai, religioso belga (Tournai - Palestina, † 1147)

## Scrittori(3)
- Ermanno Cavazzoni, scrittore e sceneggiatore italiano (Reggio Emilia, n. 1947)
- Ermanno Guarneri, scrittore, editore e conduttore radiofonico italiano (Cremona)
- Ermanno Rea, scrittore, giornalista e fotoreporter italiano (Napoli, n. 1927 - Roma, † 2016)

## Scultori(1)
- Ermanno Germanò, scultore italiano (Radicena, n. 1890 - Vibo Valentia, † 1960)

## Sollevatori(1)
- Ermanno Pignatti, sollevatore italiano (Modena, n. 1921 - Roma, † 1995)

## Storici(3)
- Ermanno Arslan, storico, numismatico e archeologo italiano (Verona, n. 1940)
- Ermanno di Wartberge, storico tedesco (Vestfalia)
- Ermanno Loevinson, storico e archivista tedesco (Berlino, n. 1863 - Auschwitz, † 1943)

## Traduttori(1)
- Ermanno Alemanno, traduttore e vescovo cattolico tedesco (Germania - † 1272)

## Vescovi(1)
- Ermanno II di Colonia, vescovo tedesco (Colonia, † 1056)

## Vescovi cattolici(5)
- Ermanno di Gleichen, vescovo cattolico tedesco († 1289)
- Ermanno di Metz, vescovo cattolico francese († 1090)
- Ermanno di Eppenstein, vescovo cattolico tedesco († 1087)
- Ermanno, vescovo cattolico italiano († 1216)
- Ermanno, vescovo cattolico italiano

## Senza attività specificata(4)
- Ermanno I di Lotaringia, conte († 996)
- Ermanno IV d'Assia-Rotenburg, tedesco (Kassel, n. 1607 - Rotenburg an der Fulda, † 1658)
- Ermanno VI di Baden-Baden († 1250)
- Ermanno d'Altavilla, cavaliere medievale normanno (Antiochia, † 1097)